# لوشوو (شلسویگ-هولشتاین)
لوشوو (به آلمانی: Lüchow) یک شهر در آلمان است که در هرتسوگتوم لاونبورگ واقع شده‌است.
 لوشوو  ۱۹۹ نفر جمعیت دارد.

## خواهرخوانده
شهر بخش هلفوش خواهرخواندهٔ لوشوو (شلسویگ-هولشتاین) هست.